# (4480) Nikitibotania
(4480) Nikitibotania es un asteroide perteneciente al cinturón de asteroides, descubierto el 24 de agosto de 1985 por Nikolái Stepánovich Chernyj desde el Observatorio Astrofísico de Crimea (República de Crimea).

## Designación y nombre
Designado provisionalmente como 1985 QM4. Fue nombrado Nikitibotania en homenaje al Centro de Investigación localizado en Crimea Jardín Botánico Nikitsky.